# Rhipsalis elliptica
Rhipsalis elliptica ist eine Pflanzenart in der Gattung Rhipsalis aus der Familie der Kakteengewächse (Cactaceae). Das Artepitheton elliptica stammt aus dem Lateinischen, bedeutet ‚elliptisch‘ und verweist auf die Form der Triebabschnitte der Art.

## Beschreibung
Rhipsalis elliptica wächst epiphytisch und strauchig mit hängenden, in Gruppen von 3 bis 4 angeordneten Trieben von unbegrenztem Wachstum. Die flachen, länglichen bis elliptischen, dunkelgrünen Triebabschnitte sind durch Einschnürungen voneinander getrennt. Sie sind 6 bis 15 Zentimeter lang und 2,5 bis 6 Zentimetern breit. Ihre Ränder sind schwach bis stark gekerbt. Die Areolen tragen etwas Wolle und gelegentlich eine Borste.
Die weißen Blüten erscheinen einzeln oder in Gruppen von bis fünf und erreichen eine Länge von 8 bis 9 Millimeter und einen Durchmesser von 1,2 bis 2 Zentimetern. Die kugelförmigen bis länglichen Früchte sind rosafarben bis rot.

## Verbreitung, Systematik und Gefährdung
Rhipsalis elliptica ist in den brasilianischen Bundesstaaten Minas Gerais, Rio de Janeiro, São Paulo, Paraná und Santa Catarina in Wäldern bis in Höhenlagen von 2000 Metern verbreitet.
Die Erstbeschreibung wurde 1890 durch Karl Moritz Schumann veröffentlicht.
Taxonomische Synonyme sind Rhipsalis chloroptera F.A.C.Weber (1898) und Rhipsalis elliptica var. helicoidea Loefgr. (1918).
Rhipsalis elliptica wird in der Roten Liste gefährdeter Arten der IUCN als „Least Concern (LC)“, d. h. nicht gefährdet, eingestuft.

## Nachweise